# Clypeasteridae
Clypeasteridae L. Agassiz, 1835 è una famiglia di ricci di mare dell'ordine Clypeasteroida.

## Tassonomia
Comprende i seguenti generi:
- Ammotrophus H.L. Clark, 1928
- Arachnoides Leske, 1778
- Clypeaster Lamarck, 1801
- Fellaster Durham, 1955
- Monostychia Laube, 1869 †

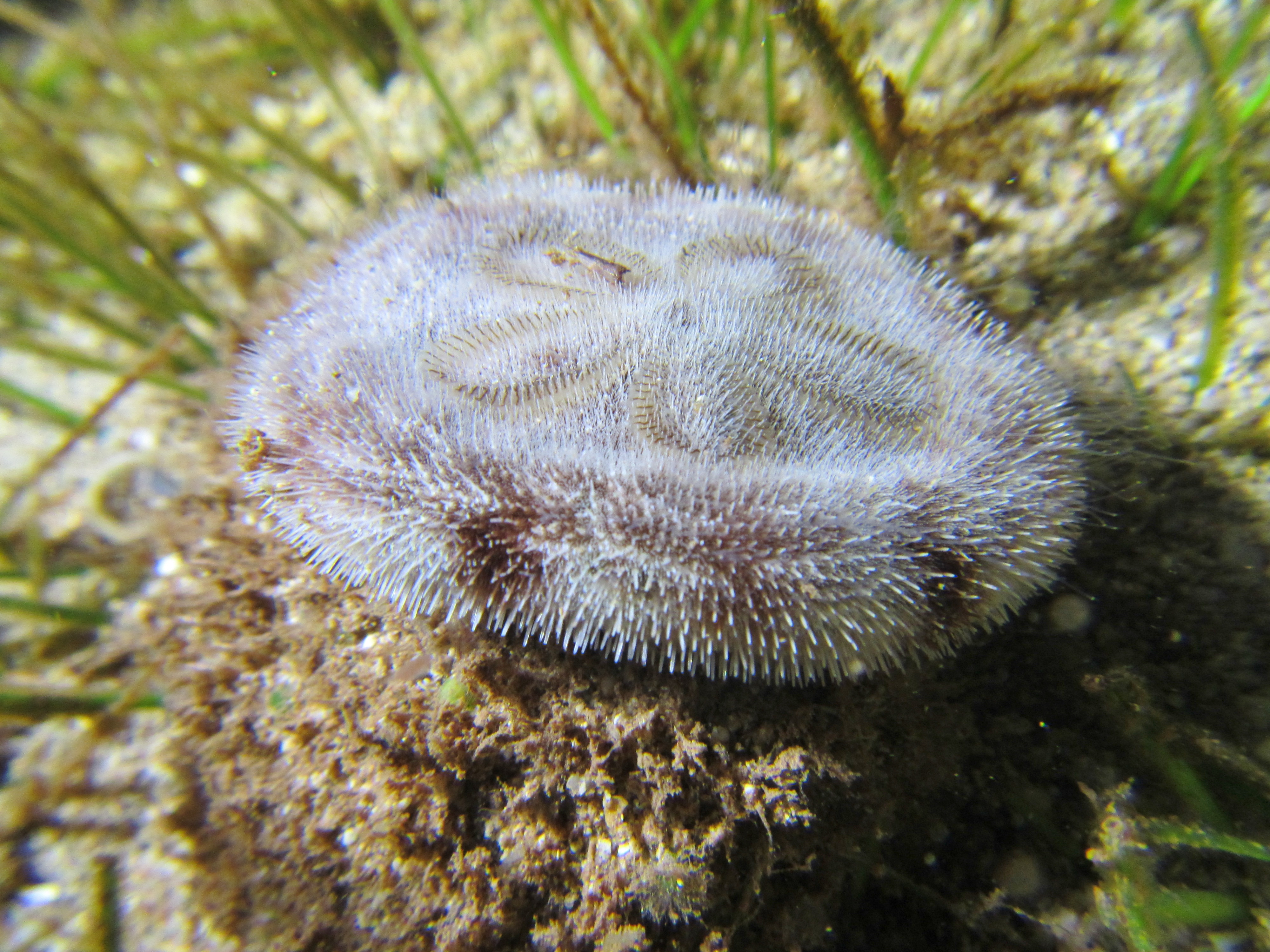
Clypeaster reticulatus
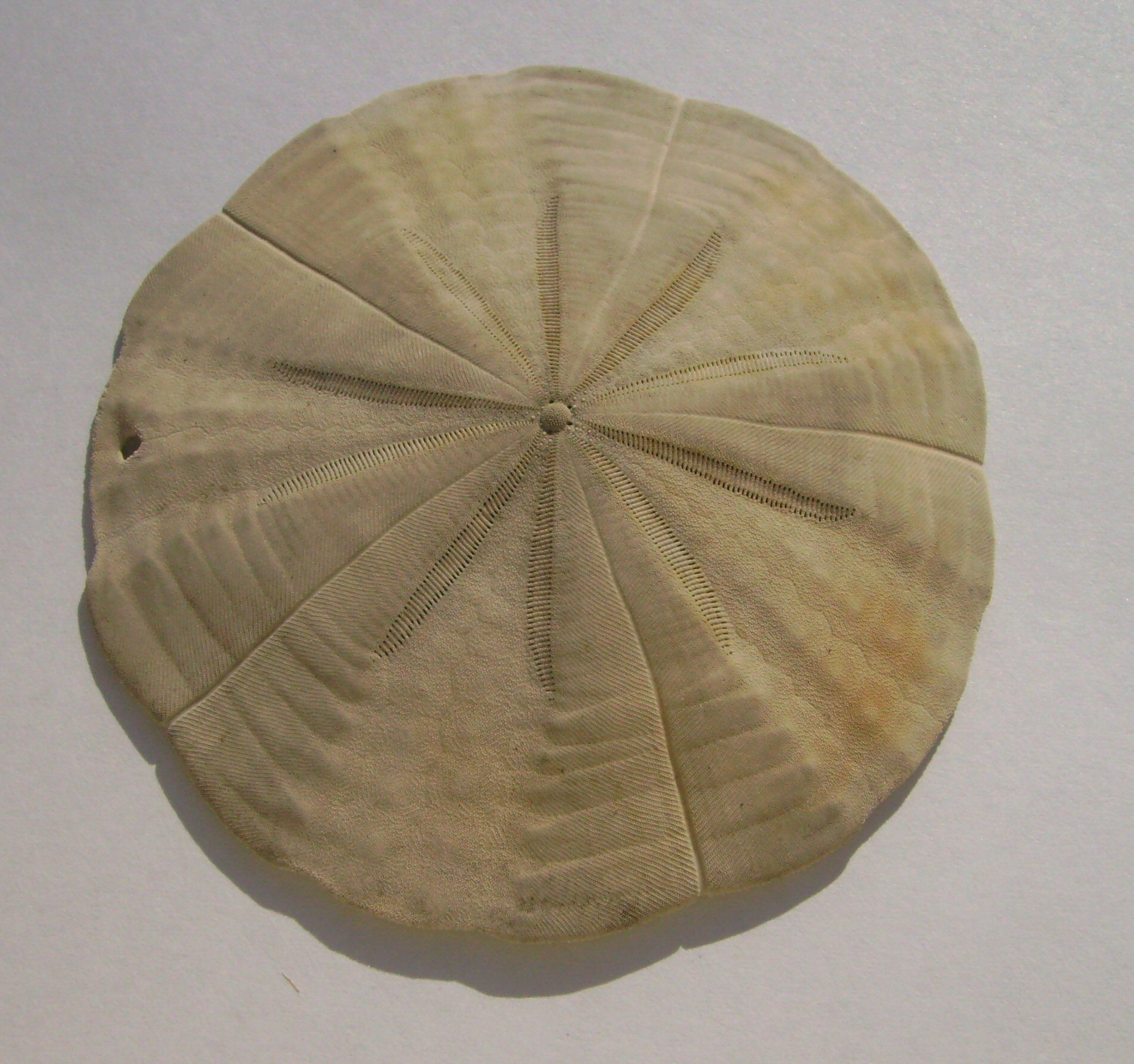
Arachnoides zelandiae